# Ana Clara Duarte
Ana Clara Duarte (11 de junio de 1989, Río de Janeiro) es una jugadora de tenis profesional de Brasil. Ganó la medalla de bronce en los Juegos Panamericanos de 2011 en la categoría de dobles mixtos.

## Trayectoria
Ha ganado un total de cinco títulos individuales y 14 de dobles de la Federación Internacional de Tenis a lo largo de su carrera.

## Finales de la ITF

### Individuales (4–12)
| Torneos de $100,000 |
| Torneos de $75,000  |
| Torneos de $50,000  |
| Torneos de $25,000  |
| Torneos de $10,000  |

| Resultado   | N.º | Fecha                    | Torneo                   | Superficie | Rival                   | Marcador          |
| Campeona    | 1.  | 3 de marzo de 2007       | Benin City, Nigeria      | Dura       | Nathalia Rossi          | 6–4 6–7(8) 7–5    |
| Subcampeona | 2.  | 10 de marzo de 2007      | Benin City, Nigeria      | Dura       | Debbrich Feys           | 7–6(6) 4–6 4–6    |
| Subcampeona | 3.  | 11 de agosto de 2007     | Caracas, Venezuela       | Dura       | María Irigoyen          | 3–6 3–6           |
| Subcampeona | 4.  | 25 de octubre de 2008    | Valencia, Venezuela      | Dura       | Katie Ruckert           | 2–6 1–6           |
| Subcampeona | 5.  | 1 de noviembre de 2008   | Valencia, Venezuela      | Dura       | Katie Ruckert           | 6–7(5) 3–6        |
| Campeona    | 6.  | 7 de diciembre de 2008   | Havana, Cuba             | Dura       | Davinia Lobbinger       | 6–3 6–2           |
| Subcampeona | 7.  | 14 de diciembre de 2008  | Havana, Cuba             | Dura       | Melisa Miranda-Otarola  | 0–6 4–6           |
| Subcampeona | 8.  | 25 de abril de 2009      | Buenos Aires, Argentina  | Arcilla    | Verónica Spiegel        | 5–7 1–6           |
| Subcampeona | 9.  | 7 de junio de 2009       | Managua, Nicaragua       | Dura       | Yana Koroleva           | 6–7(5) 6–1 5–7    |
| Subcampeona | 10. | 14 de noviembre de 2009  | Itajai, Brasil           | Arcilla    | Tatiana Bua             | 1–6 5–7           |
| Campeona    | 11. | 12 de diciembre de 2009  | Santiago de Chile, Chile | Arcilla    | Carla Lucero            | 6–2 6–0           |
| Subcampeona | 12. | 25 de julio de 2010      | Brasília, Brasil         | Dura       | Paula Ormaechea         | 6–3 6–7(1) 6–7(6) |
| Subcampeona | 13. | 15 de agosto de 2010     | Itaparica, Brasil        | Dura       | Roxane Vaisemberg       | 6–7(8) 3–6        |
| Campeona    | 14. | 12 de septiembre de 2010 | Cairns, Australia        | Dura       | Noppawan Lertcheewakarn | 6–3 3–6 6–2       |
| Subcampeona | 15. | 26 de septiembre de 2010 | Alice Springs, Australia | Dura       | Sacha Jones             | 7–5 3–6 3–6       |
| Subcampeona | 16. | 17 de octubre de 2010    | Mount Gambier, Australia | Dura       | Erika Sema              | 2–6 3–6           |

### Dobles (13–12)
| Torneos de $100,000 |
| Torneos de $75,000  |
| Torneos de $50,000  |
| Torneos de $25,000  |
| Torneos de $10,000  |

| Resultado   | N.º | Fecha                    | Torneo                   | Superficie | Compañera             | Rivales                                      | Marcador          |
| Campeona    | 1.  | 7 de noviembre de 2005   | São Paulo, Brasil        | Dura       | Roxane Vaisemberg     | Vanessa Menga Andrea Vieira                  | 3–6 7–5 6–4       |
| Campeona    | 2.  | 3 de marzo de 2007       | Benin City, Nigeria      | Dura       | Mariana Muci-Torres   | Debbrich Feys Katerina Polunina              | 3–6 6–3 7–5       |
| Subcampeona | 3.  | 9 de marzo de 2007       | Benin City, Nigeria      | Dura       | Mariana Muci-Torres   | Debbrich Feys Katerina Polunina              | 3–6 4–6           |
| Subcampeona | 4.  | 18 de agosto de 2007     | Bogotá, Colombia         | Arcilla    | Teliana Pereira       | Joana Cortez Roxane Vaisemberg               | 7–5 4–6 4–6       |
| Subcampeona | 5.  | 10 de noviembre de 2007  | Lima, Perú               | Arcilla    | Mariana Muci-Torres   | María Fernanda Álvarez Terán Claudia Razzeto | 6–3 6–7(4) [5–10] |
| Subcampeona | 6.  | 5 de abril de 2008       | Obregón, México          | Dura       | Fernanda Hermenegildo | Miki Miyamura Anne Yelsey                    | 0–6 1–6           |
| Campeona    | 7.  | 19 de abril de 2008      | Mazatlán, México         | Dura       | Dominika Diešková     | Carla Beltrami Nataly Yoo                    | 6–4 6–0           |
| Subcampeona | 8.  | 28 de junio de 2008      | Wichita, USA             | Dura       | Dominika Diešková     | Christina McHale Sloane Stephens             | 3–6 2–6           |
| Subcampeona | 9.  | 7 de septiembre de 2008  | Barueri, Brasil          | Dura       | Fernanda Hermenegildo | Maria Fernanda Alves Carla Tiene             | 2–6 3–6           |
| Subcampeona | 10. | 13 de septiembre de 2008 | Santos, Brasil           | Arcilla    | Fernanda Hermenegildo | Joana Cortez Natalia Guitler                 | 1–6 3–6           |
| Subcampeona | 11. | 27 de septiembre de 2008 | Serra Negra, Brasil      | Arcilla    | Fernanda Hermenegildo | Carla Forte Carla Tiene                      | 4–6 6–2 [8–10]    |
| Campeona    | 12. | 25 de octubre de 2008    | Valencia, Venezuela      | Dura       | Carla Tiene           | Petra Pajalič Katie Ruckert                  | 6–2 7–6(6)        |
| Campeona    | 13. | 1 de noviembre de 2008   | Valencia, Venezuela      | Dura       | Carla Tiene           | Petra Pajalič Katie Ruckert                  | 5–7 7–6(1) [10–4] |
| Subcampeona | 14. | 12 de diciembre de 2008  | Havana, Cuba             | Dura       | Davinia Lobbinger     | Josymar Escalona Francesca Segarelli         | 5–7 4–6           |
| Subcampeona | 15. | 20 de junio de 2009      | Belém, Brasil            | Dura       | Megan Moulton-Levy    | Maria Fernanda Alves Carla Tiene             | 6–7(1) 5–7        |
| Subcampeona | 16. | 7 de noviembre de 2009   | Buenos Aires, Argentina  | Arcilla    | Aranza Salut          | Luciana Sarmenti Emilia Yorio                | 2–6 2–6           |
| Campeona    | 17. | 14 de noviembre de 2009  | Itajai, Brasil           | Arcilla    | Fernanda Hermenegildo | Tatiana Bua Karen Emilia Castiblanco Duarte  | 3–6 6–2 [10–7]    |
| Campeona    | 18. | 11 de diciembre de 2009  | Santiago de Chile, Chile | Arcilla    | Verónica Spiegel      | Carla Lucero Julieta Soledad Rodríguez       | 6–1 6–4           |
| Campeona    | 19. | 10 de abril de 2010      | Jackson, USA             | Arcilla    | Maria Fernanda Alves  | María Irigoyen Florencia Molinero            | 6–4 3–6 [10–5]    |
| Campeona    | 20. | 23 de julio de 2010      | Brasília, Brasil         | Dura       | Fernanda Hermenegildo | Monique Albuquerque Roxane Vaisemberg        | 6–2 6–4           |
| Campeona    | 21. | 14 de agosto de 2010     | Itaparica, Brasil        | Dura       | Roxane Vaisemberg     | Fernanda Hermenegildo Nathalia Rossi         | 6–2 6–0           |
| Campeona    | 22. | 15 de octubre de 2010    | Mount Gambier, Australia | Dura       | Alison Bai            | Daniella Dominikovic Sandra Zaniewska        | Retirada          |
| Campeona    | 23. | 20 de noviembre de 2010  | Niteroi, Brasil          | Arcilla    | Maria Fernanda Alves  | Monique Albuquerque Fernanda Hermenegildo    | 6–4 6–4           |
| Campeona    | 24. | 4 de diciembre de 2010   | Río de Janeiro, Brasil   | Arcilla    | Maria Fernanda Alves  | Alizé Lim Paula Ormaechea                    |                   |
| Subcampeona | 25. | 18 de septiembre de 2011 | Róterdam, Países Bajos   | Arcilla    | Vivian Segnini        | Leonie Mekel Anouk Tigu                      | 4-6 5-7           |